# 넥스트 애니메이션 스튜디오
넥스트 애니메이션 스튜디오(Next Animation Studio, 구 Next Media Animation, 중국어: 蘋果動新聞)는 홍콩에 본사를 둔 넥스트 미디어의 중화민국 자회사로 최근 뉴스 기사와 스포츠 이벤트를 유머러스하고 단순한 CGI 애니메이션으로 보도한다. 토모뉴스(TomoNews)를 통해 공개한다. 단편은 원래 중국어로 해설되었으며 이후 영어로 자막이 추가되었다. 최신 버전은 중국어, 영어, 일본어 내레이션과 함께 출시된다.
이 스튜디오는 2010년 타이거 우즈의 혼외정사 폭로와 제트블루 승무원 사건을 취재하고, 코난 오브라이언과 함께 온라인 영상 'feud'에 참여하면서 중국어 관객을 넘어 유명해졌다. 더 데일리 쇼와 협력하여 윌리엄 왕자와 캐서린 미들턴의 결혼식을 풍자적으로 묘사했다.

## 관련 연구
당시 넥스트 미디어 애니메이션이라는 뉴스 보도에 애니메이션을 사용하는 것이 젊은 시청자에게 미치는 영향을 조사하기 위해 홍콩 침회 대학 커뮤니케이션 학부에서는 2011년에 두 가지 연구를 수행했다. 첫 번째 연구에서는 대학생 153명을 대상으로 실험을 진행했다. 멜로드라마 애니메이션이 포함된 뉴스 보도와 포함되지 않은 뉴스 보도의 신뢰도를 비교하기 위해 실시되었다. 결과는 애니메이션 형식이 뉴스 신뢰성을 높이지도 약화시키지도 않는다는 것을 보여준다. 그러나 그들은 또한 멜로드라마 애니메이션을 사용한 뉴스 보도의 신뢰성을 음향 효과가 감소시킨다는 것을 보여주었다. 인지된 신뢰도는 언론사에 대한 신뢰도, 시청자의 매체 의존도와도 관련이 있었다. 다른 연구에서는 이용과 충족 이론을 채택하고 312명의 대학생을 대상으로 애니메이션 뉴스 시청 여부를 조사했다. 이러한 애니메이션 뉴스 비디오를 시청하는 동기는 사회적 상호 작용, 휴식, 정보 탐색, 오락, 오락, 대인 학습 및 교제 등을 포함하는 7가지 동기로 확인되었다. 계층적 회귀 분석의 결과는 성격 특성, 7가지 동기, 인지된 뉴스 신뢰성 및 뉴스 가치의 영향, 그리고 그러한 애니메이션 뉴스 비디오를 다른 사람들과 공유하려는 의도 간의 예측 관계를 제시한다.